# Вушански, Георг

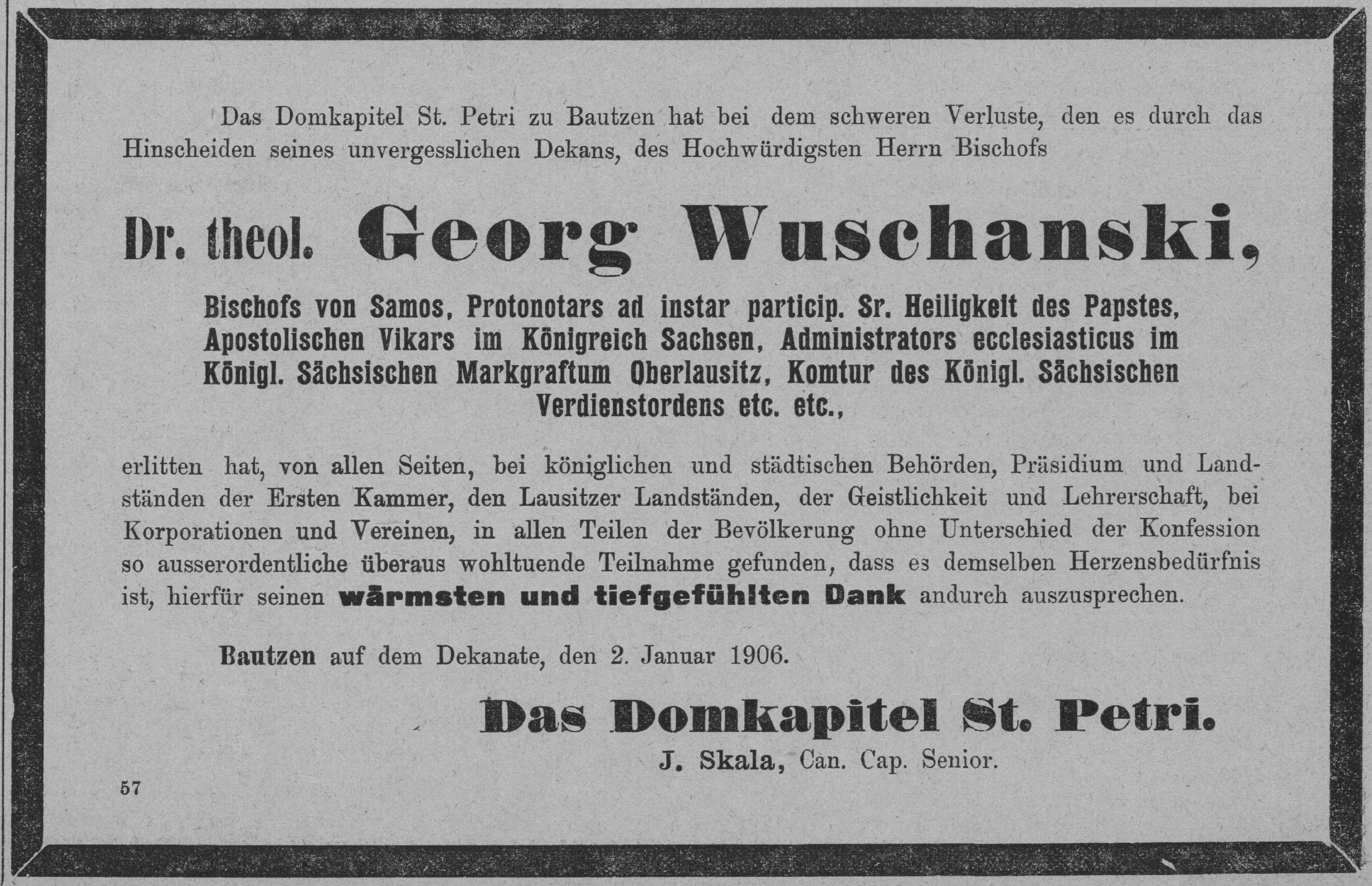
Некролог

Его Преосвященство Юрий Лусчанский (верхнелуж. Jurij Łusčanski), или Георг Вушански (нем. Georg Wuschanski; 8 ноября 1839, Вотров, королевство Саксония — 28 декабря 1905, Баутцен, королевство Саксония) — титулярный епископ Самоса и апостольский викарий в королевстве Саксония, апостольской префект епархии Мейсена в маркграфстве Лужица, глава двух юрисдикционных округов Римско-католической церкви в Саксонии — герцогстве Саксен-Альтенбург и княжествах Рёйсс старшей и младшей линий, декан собора Святого Петра в Баутцене, лужицкий общественный деятель.

## Биография
Юрий Лусчанский родился 8 ноября 1839 года в крестьянской семье в серболужицкой деревне Вотров, в Верхней Лужице. Начальное и среднее образование получил в школе в Будишине. Поступил в Лужицкую семинарию в Праге. Был членом студенческого братства «Сербовка». Будучи семинаристом, обучался с 1855 года по 1865 год в Малостранской немецкой гимназии. Теологическое образование продолжил в Кёльне в архиепископской семинарии. В 1866 году во Вроцлаве был рукоположен в священника. После в течение одиннадцати лет служил капелланом в Ральбице и Баутцене. Во время своего служения капелланом в Баутцене возглавлял редакцию католической газеты «Katolski Posoł», а также серболужицкую школу при соборе Святого Петра в Баутцене.
С 1877 по 1894 год был ректором Лужицкой семинарии в Праге. Также был избран главой капитула собора Святого Петра в Баутцене. Из-за тяжелой болезни апостольского префекта Людвига Валя, с 1900 года исполнял его обязанности, сначала в качестве декана-администратора, а с 1904 года как апостольской префект в Верхней Лужице.
В декабре 1903 года был назначен апостольским викарием в королевстве Саксония в Дрездене и возведён в титулярные епископы Самоса. 19 марта 1904 года во Вроцлаве кардинала Георг фон Копп провёл его епископоскую хиротонию. С 1899 года до самой смерти был депутатом Первой палаты парламента в королевстве Саксония.
Георг Вушански является автором нескольких сочинений по лужицкой церковной истории. До своего избрания на пост декана с 1895 года по 1905 год возглавлял лужицкое культурно-просветительское общество «Maćica Serbska». Вместе с Михалом Горником перевел Новый Завет на верхнелужицкий язык. Используя при переводе католический диалект, внёс значительный вклад в модернизацию и обогащение верхнелужицкого литературного языка. Он также написал «Католический катехизис» и «Краткую историю Лужицкой семинарии».
Георг Вушански скоропостижно скончался 28 декабря 1905 года от сердечного приступа. Его похоронили на кладбище при церкви Святого Николая в Баутцене.

## Сочинения
- Georg Wuschanski. Katholski katechismus. — Budyšin, 1874.
- Georg Wuschanski. Rozwucženjo a modlitwy. — Budyšin, 1875.
- Georg Wuschanski. Das wendische Seminar St. Peter auf der Kleinseite in Prag. — Leipzig, 1893. — С. 24.
- Michał Hórnik u. Jurij Lusčanski (Übers. u. Hrsg.). Nowy zakoń (Neues Testament). — Budyšin, 1896.